# ولادیمیر مودوسیان
ولادیمیر گغامی مودوسیان (انگلیسی: Vladimir Modosyan؛ زادهٔ ۱۶ ژوئن ۱۹۵۸ در گوری) یک کشتی‌گیر رشته کشتی آزاد اهل ارمنستان-اتحاد شوروی است که در مسابقات قهرمانی کشتی جهان، مسابقات قهرمانی کشتی اروپا، جام جهانی کشتی و بازی‌های گودویل در مجموع برندهٔ ۳ مدال طلا، ۳ مدال نقره، ۲ مدال برنز شده‌است.